# Kraševac
Kraševac je priimek več znanih Slovencev:
- Branko Kraševac (1927—2016), industrijski oblikovalec, arhitekt
- Gregor Kraševac, arhitekt
- Igor Kraševac, arhitekt
- Marjana Glaser Kraševac, zdravnica hematologinja
- Mojca Kraševac, arhitektka
- Katarina (Katja) Kraševac, muzikologinja, arhivistka
- Uroš Kraševac (&sestra Maruša Močnik), jadralca, rekorderja
- glej tudi Irena Kraševac, hrvaška umetnostna zgodovinarka